# NGC 6175-2
NGC 6175-2 is een elliptisch sterrenstelsel in het sterrenbeeld Hercules. Het hemelobject werd op 18 maart 1787 ontdekt door de Duits-Britse astronoom William Herschel.

## Synoniemen
- UGC 10422
- MCG 7-34-87
- ZWG 224.50
- PGC 58362